# Masao Sugiuchi
Masao Sugiuchi (杉内 雅男, Sugiuchi Masao) est un joueur de go professionnel japonais ayant obtenu 2 titres, né le 20 octobre 1920 à Miyazaki (préfecture de Miyazaki) et mort le 21 novembre 2017 à Tokyo.